# Мышца, поднимающая лопатку
Мышца, поднимающая лопатку, — (лат. musculus levator scapulae) располагается под трапециевидной мышцей. Начинаясь от задних бугорков поперечных отростков 4 верхних шейных позвонков, четырьмя отдельными сухожильными пучками, соединяется (иногда представлена несколькими отдельными мышцами) идет вниз и латерально, прикрепляясь к верхнему отделу медиального края лопатки и верхнему углу лопатки.

## Функция
Поднимает лопатку, преимущественно верхний её угол, несколько поворачивая и смещая нижний угол лопатки в сторону позвоночного столба. При фиксированной лопатке наклоняет шейный отдел позвоночного столба назад и в свою сторону.

## Дополнительные изображения

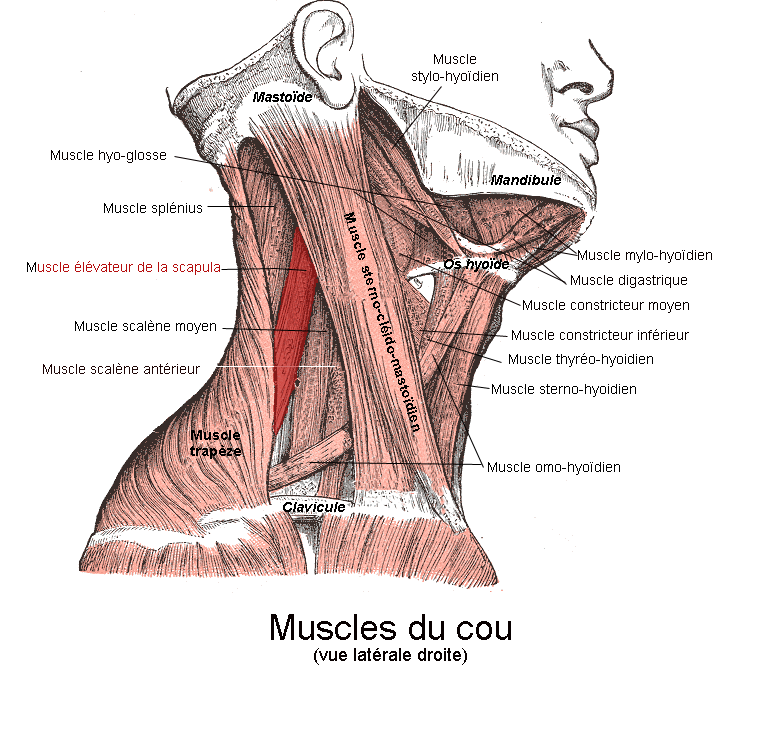
Мышца, поднимающая лопатку
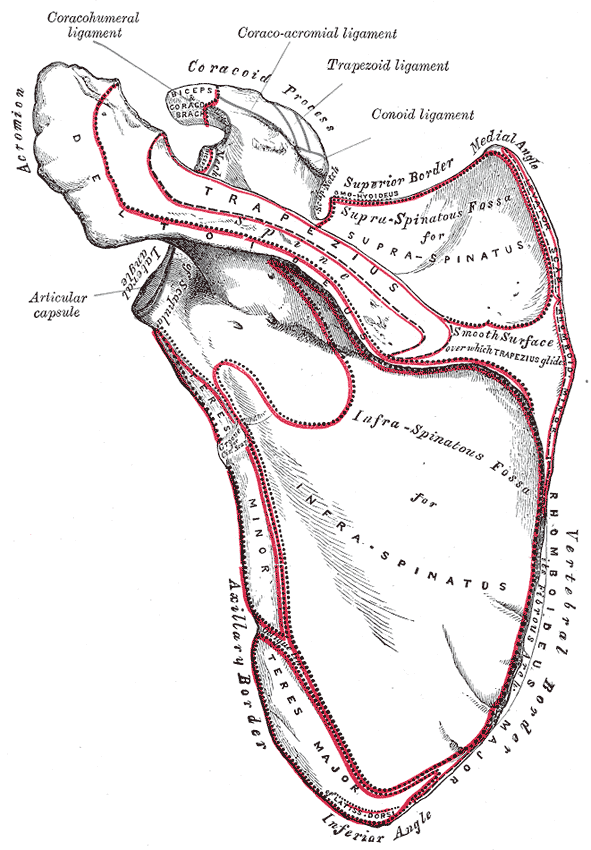
Левая лопатка. Места крепления мышц (Дорсальная поверхность).
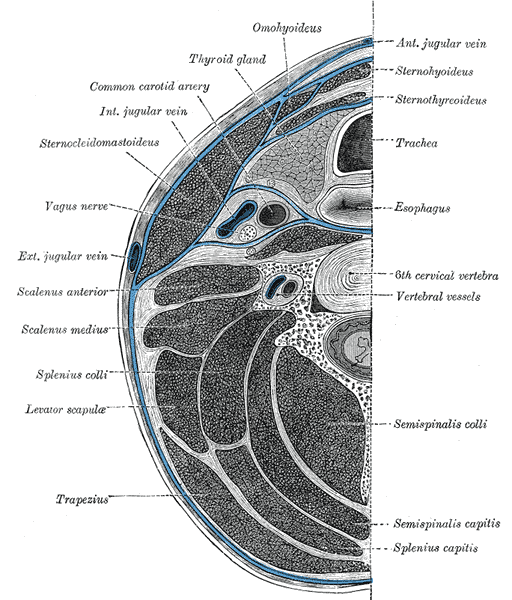
Горизонтальный распил на уровне 6 шейного позвонка.

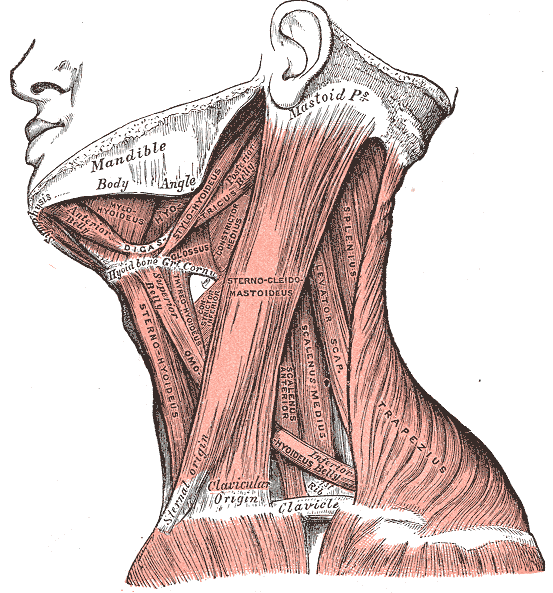
Мышцы шей (Вид сбоку).
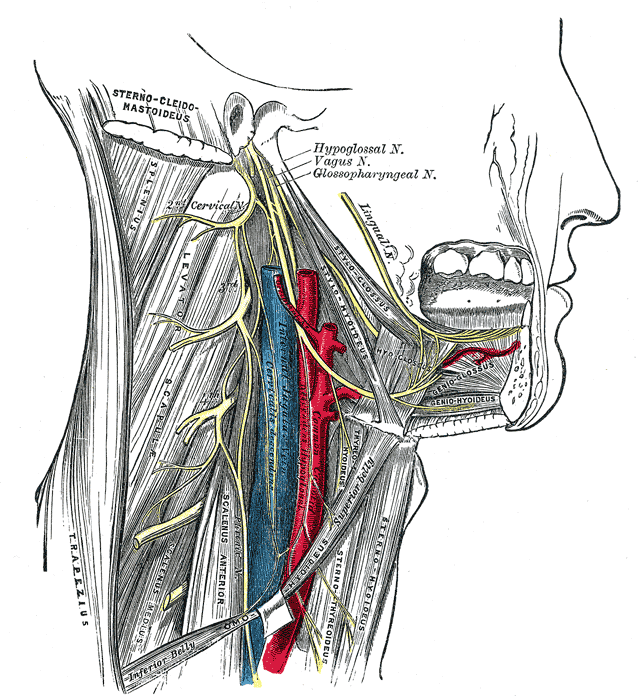
Шейное сплетение.
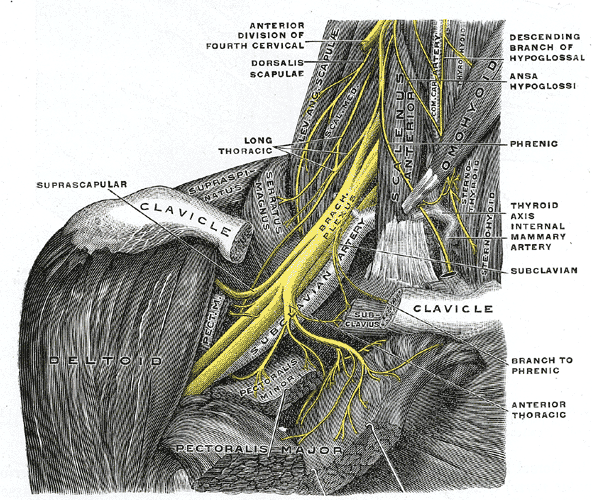
Правое плечевое сплетение (Вид спереди).